# دریاچه آق‌کول
دریاچه آق‌کول (به قزاقی: Lake Akkol) یک دریاچه است که در قزاقستان واقع شده‌است.